# Holotrichia constricta
Holotrichia constricta är en skalbaggsart som beskrevs av Hermann Burmeister 1855. Holotrichia constricta ingår i släktet Holotrichia och familjen Melolonthidae. Inga underarter finns listade i Catalogue of Life.